# نازیلا معروفیان
نازیلا معروفیان (زاده ۱۳۷۹)، روزنامه‌نگار، فعال مدنی و زندانی سیاسی سابق اهل ایران است که در جریان خیزش ۱۴۰۱ ایران و به‌خاطر مصاحبه با پدر مهسا امینی توسط نیروهای امنیتی جمهوری اسلامی بازداشت شد. او چند بار دیگر هم به اتهام‌های «ترویج اباحه‌گری»، «تبلیغ علیه نظام» و «انتشار اخبار کذب» توسط جمهوری اسلامی بازداشت شده است. او در فرانسه زندگی می‌کند.

## زندگی‌نامه
نازیلا معروفیان، کُرد، متولد سقز و ساکن فرانسه است. او دانشجوی دانشگاه علامه طباطبائی و خبرنگار «رویداد ۲۴» بود.

### مصاحبه با پدر مهسا امینی
نازیلا معروفیان، در تاریخ ۲۷ مهر ۱۴۰۱ مصاحبهٔ خود با امجد امینی، پدر مهسا امینی را منتشر کرد و از تهدید خود توسط نیروهای امنیتی برای بازداشت خبر داد. او همچنین در توییتی گفته‌بود: «بالاخره مصاحبه با پدر مهسا امینی را منتشر کردم. جا دارد از امیرحسین مصلی عزیز و مستقل آنلاین بابت انتشار این مصاحبه تشکر کنم. نکته دیگر این‌که من نه قصد خودکشی دارم و نه هیچ بیماری زمینه‌ای دارم. در این رشته توییت نکات مهم این مصاحبه را می‌نویسم.» پدر مهسا امینی در این مصاحبه خبر داده بود که معاون پزشکی قانونی به او گفته بود دربارهٔ کشته شدن مهسا «هر چه را که به صلاح مملکت باشد» می‌نویسد.

### بازداشت در سال ۱۴۰۱
نازیلا معروفیان در پی مصاحبه با امجد امینی، پدر مهسا امینی، در تاریخ ۸ آبان ۱۴۰۱ دستگیر شد و به بازداشتگاه ۲۰۹ منتقل شد. او در تاریخ ۱۵ دی ۱۴۰۱ در پی فشارهای ناشی از بازجویی، بی‌هوش و به بیمارستان منتقل شد. طبق گزارش‌ها او بعد از چند ساعت و بدون طی شدن مراحل درمانی به زندان بازگردانده شده است.
نازیلا معروفیان در ۸ بهمن ۱۴۰۱ در دادگاهی به‌ریاست قاضی افشاری به دو سال حبس تعزیری، ۵ سال ممنوع‌الخروجی و ۱۵ میلیون تومان جریمه محکوم شد. با این حال حکم حبس او به مدت پنج سال به حالت تعلیق درآمد. او در ۱۹ دی ۱۴۰۲ پس از ۷۲ روز با قرار وثیقه ۶۰۰ میلیونی از زندان قرچک ورامین آزاد شد.
در خرداد ۱۴۰۲، نازیلا معروفیان اعلام کرد که به‌دلیل روایت کردن توهین جنسی مأمور یگان ویژه به او، از محل کار خود اخراج شده است. او هدف از چنین اقداماتی را وادار کردن افراد به خودکشی یا فرار توصیف کرد و اعلام کرد تحت هر شرایطی در ایران خواهد ماند.

### بازداشت در سال ۱۴۰۲
نازیلا معروفیان در تاریخ ۱۷ تیر ماه ۱۴۰۲ بار دیگر پس از مراجعه به دادسرا بازداشت و به زندان اوین منتقل شد. قبل از این نیروهای اطلاعات به منزل او وارد شده و لپ‌تاپ و گوشی او را مصادره کرده و منزل او را تفتیش نموده بودند و به او حکمی دادند که در تاریخ ۱۷ تیر می‌باید به دادسرا مراجعه کند. اتهام او در این بازداشت، «تبلیغ و انتشار اخبار کذب» عنوان شده بود. بعد از بازداشت معروفیان، کمیته حفاظت از روزنامه‌نگاران بیانیه‌ای صادر و ضمن محکومیت این اقدام، خواستار آزادی بی‌قید و شرط این روزنامه‌نگار شد. او در ۲۱ مرداد با قید وثیقه آزاد شد. معروفیان پس از آزادی، در مقابل زندان عکسی با حجاب اختیاری از خود گرفت و منتشر کرد که سبب شد در همان روز بار دیگر بازداشت شود. او ۲ روز بعد در ۲۵ مرداد آزاد شد.
در ۸ شهریور ۱۴۰۲، معروفیان در منزل خود بازداشت شد. این اتفاق در پی حمایت از مهدی یراحی رخ داد، اما رسانه‌های خبری منتسب به جمهوری اسلامی، بازداشت او را به حکم دادسرای ارشاد و به اتهام «ترویج اباحه‌گری» عنوان کرده‌اند. خبرگزاری تسنیم دربارهٔ بازداشت او نوشت: «حضور با پوشش نامناسب در فضای عمومی و انتشار این تصاویر در فضای مجازی از جمله دلایل حکم دادسرای ارشاد برای بازداشت وی اعلام شده است»
چهارشنبه ۱۵ شهریور یک فایل صوتی از نازیلا معروفیان در زندان، در شبکه‌های اجتماعی منتشر شد که در آن از تعرض جنسی مأموران در جریان بازداشتش و ضرب و شتمش در زندان خبر داد. در پی همین وقایع، او در زندان دست به اعتصاب غذا می‌زند.
سرانجام معروفیان در ۱۸ شهریور ۱۴۰۲، به قید کفالت از زندان اوین آزاد شد.

### خروج از ایران
معروفیان در ۱۸ مهر در صفحه اینستاگرام خود، خبر از تهدید جانی توسط یکی از نیروهای وزارت اطلاعات جمهوری اسلامی ایران داد و همین موضوع را دلیل مهاجرت خود از ایران عنوان کرد. او در این پست نوشت که دیگر امکان فعالیت در هیچ صنفی را در ایران ندارد. وی در ابتدا به سلیمانیه در کردستان عراق رفت و از آنجا به فرانسه مهاجرت کرد.
به گفتهٔ معروفیان، وی در سلیمانیه بازداشت شده و پس از آن، مورد ضرب و شتم قرار گرفته است. به گفتهٔ خود او، وی ۱۳ روز در سلیمانیه در بازداشت بوده است.

## واکنش‌ها به بازداشت
وزارت امور خارجهٔ آمریکا روز جمعه ۱۵ شهریور، در حساب خود در رسانهٔ اجتماعی «اکس»، استفادهٔ «سیستماتیک» جمهوری اسلامی از خشونت جنسی را «منزجرکننده» خواند و نوشت: «شجاعت ایرانیان در برابر چنین اقدامات مذمومی که به‌منظور ارعاب آن‌هاست، بیشتر نمایان شده است.» وزارت امور خارجهٔ آمریکا، گزارش‌های دریافتی از تعرض جنسی به نازیلا معروفیان در حین بازداشت را «غمگین‌کننده» دانست.